# Detective Pikachu (computerspel)
Detective Pikachu is een avonturenspel dat is ontwikkeld door Creatures Inc. en gepubliceerd door The Pokémon Company voor de Nintendo 3DS. Het spel kwam in Japan uit op 3 februari 2016 als korte versie. De volledige versie werd wereldwijd uitgebracht op 23 maart 2018.

## Spel
Het spel is een spin-off van de Pokémon-serie rollenspellen, waarin Pikachu de rol speelt van detective in de fictieve stad Ryme City. In het spel bestuurt de speler Tim Goodman die samen met detective Pikachu op zoek gaat naar zijn verdwenen vader.
De speler moet diverse puzzels oplossen die in elk hoofdstuk een deel van de verhaallijn volgen. Hij moet mensen en Pokémon interviewen om aanwijzingen te verzamelen. Aan de hand van deze aanwijzingen moet de speler conclusies trekken.

## Ontvangst
In Japan werd het spel in 2018 ruim 120.000 keer verkocht, en in de Verenigde Staten was het spel in maart 2018 het bestverkochte 3DS-spel.
Detective Pikachu heeft op aggregatiewebsite Metacritic een score van 71%. Men prees de presentatie, verhaallijn, stemacteurs, puzzels en de hoofdpersonages, maar kritiek was er op de middelmatige gameplay, gebrek aan uitdaging en korte speelduur van het spel.
Het spel werd genomineerd voor "Nintendo Spel van het Jaar" tijdens de Golden Joystick Awards.